# 寿能遺跡
寿能遺跡（じゅのういせき）は、埼玉県さいたま市大宮区寿能町にある縄文時代から平安時代にかけての遺跡。

## 概要
芝川西岸の沖積低地にある泥炭層に形成され、特に縄文海進の後退期の生活様式が分かる遺跡として知られている。
1979年から1981年にかけて発掘調査が行われ、台地の縁辺部から低地に向って伸びた杭列と木道の遺構や丸木舟・櫂など河川や低湿地の利用が知られる遺物や漆器や漆を用いて塗装・補修された土器の出土など、高度な漆の技術の存在を示す遺物などが発掘されている。